# Semicroma

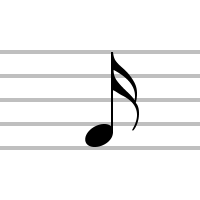
Una semicroma

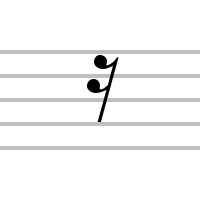
La pausa relativa

Nella notazione musicale, la semicroma o sedicesimo è un valore musicale eseguito con la durata pari a un sedicesimo del valore dell'intero.
È rappresentata da un cerchio (o ovale) pieno con un'asticella verticale (gambo) sul lato destro (se rivolta in alto) o sul lato sinistro (se rivolta in basso) e due linee ondulate (cediglie). Quando questa figura musicale viene eseguita con uno strumento a fiato, è consigliato pronunciare con lo schiocco di lingua, la sillaba TO. Se la nota si trova subito prima della relativa pausa allora si pronuncerà TO-UN se invece si trova subito dopo si pronuncerà UN-TO